# Danny Gallivan
Pour les articles homonymes, voir Gallivan.
Danny Gallivan (11 avril 1917 - 24 février 1993) est un animateur de radio et un reporter sportif de la télévision canadienne.

## Ses débuts
Né à Sydney, en Nouvelle-Écosse, Gallivan a commencé sa carrière de reporter sportif dans une station de radio locale à Antigonish (Nouvelle-Écosse), tout en poursuivant ses études à l'Université Saint-Francis-Xavier. Pendant son séjour à Saint-Francis-Xavier, il a été un compagnon de chambre du réalisateur de Hollywood Daniel Petrie.
Après l'obtention de son diplôme, il a enseigné au secondaire l'algèbre et le latin à Antigonish, puis a fait un séjour dans l'armée canadienne avant de retourner à sa carrière de radiodiffuseur.

## Hockey Night in Canada
En 1946, Gallivan a trouvé du travail dans une station de radio à Halifax, où il est devenu directeur des sports. Il a été remarqué par un producteur de l'émission Hockey Night in Canada alors qu'il décrivait à Montréal un match de série éliminatoire junior disputé par les équipes de Montréal et Halifax, et il a été invité à remplacer un annonceur malade en 1950.
En 1952, il a entrepris une carrière de 32 ans à Hockey Night in Canada, devenant la voix anglaise des Canadiens de Montréal. Il était particulièrement reconnu pour le style coloré de ses descriptions.

## Honneurs
1974 - Reporter sportif d'ACTRA de l'année 
1984 - Membre intronisé au Panthéon des sports canadiens
1985 - Université Saint-François Xavier lui accorde un doctora honorifique en droit 

## Vidéo
- Heard for the Beliveau goal at 0:14 of the first period in game 7 of the 1965 Stanley Cup finals between Montreal and Chicago
- Describing game 2 of the 1967 Stanley Cup finals between Montreal and Toronto
- Describing the last moments of the third period of the 1979 Stanley Cup semi-finals between Montreal and Boston